# Astropecten cingulatus
Astropecten cingulatus is een kamster uit de familie Astropectinidae.
De wetenschappelijke naam van de soort werd in 1833 gepubliceerd door Percy Sladen.